# Rory Stewart (Squashspieler)
Rory Stewart (* 19. Juli 1996 in Perth) ist ein schottischer Squashspieler.

## Karriere
Rory Stewart begann seine Karriere im Jahr 2016 und gewann bislang zehn Titel auf der PSA Squash Tour. Seine beste Platzierung in der Weltrangliste erreichte er mit Rang 40 am 11. Dezember 2023. Mit der schottischen Nationalmannschaft nahm er 2019, 2023 und 2024 an der Weltmeisterschaft sowie mehrfach an Europameisterschaften teil. Sein EM-Debüt gab er 2016. 2017 gehörte er zum britischen Kader bei den World Games und erreichte das Achtelfinale. Mit Greg Lobban wurde Stewart im April 2022 Vizeweltmeister im Doppel. Im August 2022 sicherte er sich bei den Commonwealth Games in Birmingham im Doppel mit Greg Lobban die Bronzemedaille.

## Erfolge
- Vizeweltmeister im Doppel: 2022 (mit Greg Lobban)
- Gewonnene PSA-Titel: 10
- Commonwealth Games: 1 × Bronze (Doppel 2022)